# Frans Leddy
Frans Leddy  (* 2. November 1901 in Den Haag; † 27. Januar 1966 ebenda) war ein niederländischer Bahnradsportler.
Frans Leddy war einer der erfolgreichsten Steher der Niederlande in den 1920er Jahren. Von 1924 bis 1936 war er als Profi aktiv. 1924 und 1925 war er noch vorrangig als Straßenradrennfahrer aktiv und gewann in beiden Jahren das Rennen Den Haag-Brüssel. Anschließend fuhr er ausschließlich Steherrennen, 1929 und 1934 wurde er niederländischer Meister. Dreimal nahm er an Weltmeisterschaften teil, schaffte es jedoch nie auf das Podium. So gewann er bei den UCI-Bahn-Weltmeisterschaften 1927 in Elberfeld den Vorlauf, schied aber dann im Finale vorzeitig aus.
Leddy gewann zahlreiche Große Preise, vor allem in Deutschland; sechs Jahre lang war sein Schrittmacher Constant Ceuremans. Nach dem Ende seiner Radsportkarriere, während der er zahlreiche, zum Teil schwere Stürze erlitt, war er finanziell unabhängig.